# Plaza de toros de Cuenca
La plaza de toros de Cuenca es un coso taurino de segunda categoría. Se encuentra ubicada en la avenida de los Reyes Católicos de la capital conquense y tiene un aforo de 8500 localidades.

## Historia
Con anterioridad a la plaza actual, Cuenca contó con otros tres cosos taurinos. El primero de ellos se conocía como “Pintado”, se inauguró un 3 de junio de 1848 contando con dos pisos y un aforo de cinco mil localidades.
La segunda plaza fue conocida como “La Perdigana”, y la tercera como la de “Caballer” que se inauguró un 5 de septiembre de 1913 y en la que actuaron a lo largo de los años los principales matadores del siglo XX entre los que se encontraba Juan Belmonte en 1915.
Esta plaza fue derriba en 1920 y tras unos años sin coso, el Ayuntamiento construyó la actual plaza de toros que fue inaugurada el 7 de septiembre de 1926, bajo la alcaldía de Cayo Conversa. En el cartel se anunciaron Marcial Lalanda, “Valencia II” y Martín Agüero que estoquearon reses de Santa Coloma.
La plaza, de cemento armado, consta de corrales, doce chiqueros así como el resto de las dependencias necesarias para el desarrollo de espectáculos taurinos que principalmente se desarrollan en agosto en honor a San Julián.
Cuenca, tiene en su consolidada feria taurina un espacio destacado en el marco de la temporada taurina española, que además nutre un tejido empresarial que genera un impacto de dos millones de euros  e incluso algunos años esta cifra se triplica.

## Hitos
El coso conquense es cita para las máximas figuras del escalafón. Manuel Rodríguez “Manolete” hizo el pasillo en tres ocasiones en los años 1943 y 1944.
Cuenca fue el escenario para la reaparición de afamados diestros como por ejemplo Jesulín de Ubrique  en 2018 y Cristina Sánchez en 2016.